# Американсько-іранська рада
Американо-іранська рада (англ. American Iranian Council) — створений в 1990 році американський двопартійний аналітичний центр, орієнтований на покращення відносин між Сполученими Штатами та Іраном. Першим почесним головою організації був колишній держсекретар США Сайрус Венс. AIC є науково-дослідницькою та освітньою організацією, яка зосереджується на покращенні діалогу між двома країнами, які часто не враховують викривлене сприйняття, непорозуміння та помилкову характеристику. AIC прагне допомогти політикам, а також зацікавленим громадянам краще усвідомити спільні інтереси обох держав.

## Цілі і місії
AIP є некомерційною, непартійною, неполітичною, не сектантською організацією, штаб-квартира якої розташована в Принстоні, штат Нью-Джерсі. АІР, як правило, зосереджується на роботі на державній політиці на національному та міжнародному рівнях, вона також все більше залучається до надання допомоги громадянам Ірану та США в Сполучених Штатах, щоб їхні голоси та зауваження були сформульованими та почутими.
АІР керується своїми основними цінностями — істиною, розумінням, діалогом та участю — для організації, яка просуває та захищає ці цінності, AIP допомагає перетворити їх на більш конкретні принципи. Організація вірить у інтелектуальну та практичну суворість, вільне та відкрите та неупереджене розслідування, повну відповідальність та прозорість, чесне та збалансоване ставлення до питань, посилення етики публічної служби, широке залучення тих, хто бажає бути задієним, та просування спільних та взаємних інтересів.

## Досягнення
Американо-іранська рада була заснована у 1990 році з метою покращення взаємин між обома державами, які погіршились після ісламської революції 1979. Аналітичному центру вдалося отримати від міністерства фінансів США згоди на відкриття офісу в Тегерані. АІР залишається єдиною неурядовою організацією (НУО), яка працює в даній державі і діяльність якої спрямована на забезпечення миру та врегулювання конфлікту. Змогу брати участь на засіданнях АІР мають представники обох політичних партій в Сполучених Штатах. Зовсім недавно сенатор Чак Гейгель та конгресмен Денніс Кусинич були залучені до допомоги в уникненні збройного конфлікту між США та Ірану. 
У 2007 році АІР допомогла організувати зустріч Президента Махмуда Ахмадінежада та американських академіків, представників бізнесу та засобів масової інформації. Основною темою дискусії стали труднощі та проблеми поточних відносин між двома країнами.